# Округ Ламар (Алабама)
Округ Ламар (енгл. Lamar County) је округ у америчкој савезној држави Алабама. По попису из 2010. године број становника је 14.564. Седиште округа је град Вернон.

## Демографија
Према попису становништва из 2010. у округу је живело 14.564 становника, што је 1.340 (8,4%) становника мање него 2000. године.
| Група             | 2000.          | 2010.          |
| Белци             | 13.695 (86,1%) | 12.542 (86,1%) |
| Афроамериканци    | 1.906 (12,0%)  | 1.643 (11,3%)  |
| Азијати           | 10 (0,1%)      | 4 (0,0%)       |
| Хиспаноамериканци | 207 (1,3%)     | 180 (1,2%)     |
| Укупно            | 15.904         | 14.564         |